# Radio Córdoba
Radio Córdoba es la emisora de radio que la Cadena SER tiene en la ciudad de Córdoba (Andalucía, España), su sede se encuentra en la calle García Lovera,3. Sus coordenadas de situación son: 37°53′06″N 4°46′39″O / 37.88500, -4.77750.
La Cadena SER, de la que Radio Córdoba forma parte, pertenece a Unión Radio, la compañía que agrupa los activos radiofónicos del Grupo Prisa (entre los que se encuentran también las radiofórmulas Los 40, Los 40 Classic, Cadena Dial, Los 40 Dance y Radiolé).

## Equipo directivo
| Cargo             | Identidad             |
| Directora         | Isabel Sánchez Cabeza |
| Jefe informativos | José María Martín     |
| Jefe de deportes  | José Antonio Alba     |

## Frecuencias
Desde las instalaciones de Radio Córdoba emiten otras emisoras del Grupo Prisa, en las siguientes frecuencias:
| Emisora                                  | Frecuencia                                            |
| Radio Córdoba (onda media)               | 1575 AM Ha vuelto a emitir el día 21 de junio de 2024 |
| Radio Córdoba (frecuencia modulada)      | 93.5 FM                                               |
| Los 40 Classic                           | - FM                                                  |
| Los 40 (Desde Córdoba capital)           | 96.6 FM                                               |
| Cadena Dial (Desde Córdoba capital)      | 88.4 FM                                               |
| Radiolé (Desde el sur de Córdoba, Cabra) | 102.1 FM                                              |
| Los 40 Dance                             | - FM                                                  |

Emisoras de la cadena SER en la provincia de Córdoba
| Emisoras SER en la provincia de Córdoba            | Frecuencia |
| Radio Peñarroya Cadena SER (Peñarroya-Pueblonuevo) | 90.2 FM    |
| SER Los Pedroches (Hinojosa del Duque)             | 106.0 FM   |
| Radio Luna Cadena SER (Villanueva de Córdoba)      | 93.5 FM    |
| Radio Palma, Cadena SER (Palma del Río)            | 91.9 FM    |
| Radio Luna Cadena SER (Montoro)                    | 104.7 FM   |

## Audiencia
En 2010 la Cadena SER, de la que Radio Córdoba, forma parte, es líder de audiencias de radio en España, con 4.700.000 oyentes diarios de lunes a viernes según los resultados del EGM correspondiente al primer trimestre de 2010. El segundo lugar lo ocupa Onda Cero, con 2.310.000 oyentes, le siguen RNE, con 1.388.000 oyentes, la COPE, con 1.251.000 oyentes y Punto Radio con 629.000 oyentes.
En Andalucía, la Cadena SER es la más escuchada, con 725.000 oyentes diarios según los resultados del EGM. Onda Cero ocupa el secundo lugar, con 418.000 oyentes, y le siguen Canal Sur Radio, con 366.000 oyentes, la COPE, con 199.000 oyentes, Radio Nacional de España, con 154.000 oyentes, y Punto Radio con 44.000 oyentes.

## Programación

### Programación nacional
Radio Córdoba emite en cadena con el resto de emisoras de la Cadena SER la programación nacional que se realiza en los estudios de Radio Madrid, excepto los programas "La Ventana" y "Si amanece nos vamos" que se realizan en los estudios de Radio Barcelona. La programación nacional más importante para la temporada 2009/2010 es la siguiente:
| Programa                 | Horario                       | Director/a          |
| Hoy Por Hoy              | (lunes a viernes) 06:00-12:20 | Ángels Barceló      |
| Hora 14                  | (Diario) 14:00-15:00          | Javier Casal        |
| La Ventana               | (L-V) 16:00-20:00             | Carles Francino     |
| Hora 25                  | (L-V) 20:00-23:30             | Aimar Bretos        |
| El larguero              | (Diario)23:30-01:30           | Manu Carreño        |
| El faro                  | 01:30-04:00                   | Mara Torres         |
| Si amanece nos vamos     | 04:00-06:00                   | Roberto Sánchez     |
| Matinal SER              | Fin de semana, 07:00-07:30    | Sergio Soto Reguera |
| A vivir que son dos días | Fin de semana, 08:00-12:00    | Javier del Pino     |
| Carrusel deportivo       | Fin de semana, 15:00-23:30    | Dani Garrido        |

Durante los fines de semana se emiten varios programas de menor audiencia y con horarios variables tales como: Los toros, Ser digital, Ser consumidor, "Ser aventureros", "Milenio 3", "Punto de fuga" y "Ser Historia". Cabe destacar que cada hora se emiten boletines informativos. Los programas de mayor éxito llevan en antena varios años y son líderes de audiencia en sus tramos horarios.

### Programación local y autonómica
A nivel local y autonómico Radio Córdoba, emite los siguientes programas
| Programa                   | Horario                     | Director/a                           |
| Informativos regionales    | varios tramos diarios       | Servicios informativos Radio Córdoba |
| Informativo Matinal        | 7.20-7.30 y 8.20-8.30 (L-V) | María Eugenia Vílchez                |
| Córdoba Hoy por Hoy        | 12.20-14.00 (L-V)           | María José Martínez                  |
| Ronda Provincial           | 13.05-13.10 (L-V)           | María Eugenia Vílchez                |
| Hora 14 Córdoba            | 14.15-14.30                 | José María Martín                    |
| Hora 25 Córdoba            | 20.50-21.00                 | José Manuel León, José Antonio Alba  |
| SER Deportivos             | 15.30-16.00 (L-V)           | José Antonio Alba y Lalo Rodríguez   |
| La ventana de Andalucía    | 19.20-19.40 (L-J)           | Fernando Pérez-Monguió               |
| A vivir Andalucía          | (S-D) 12.00-13.00           | Sonsoles Ferrín                      |
| Voces de mujer             | Sábados                     | María José Martínez                  |
| Carrusel Deportivo Córdoba | Fines de semana             | José Antonio Alba, Lalo Rodríguez    |

## Historia

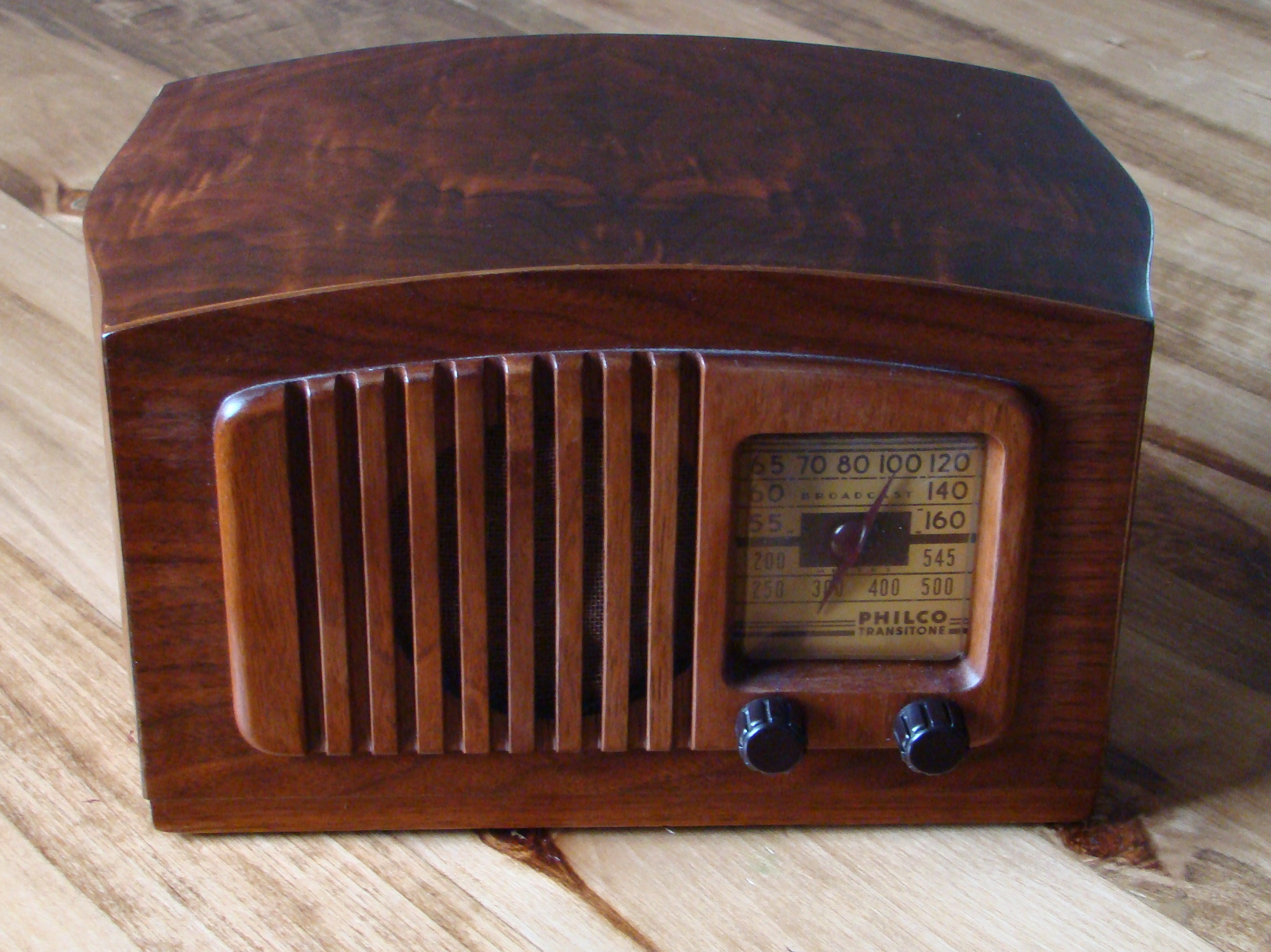
Receptor de radio Philco Modelo PT-44 (1941)

La Historia de Radio Córdoba, se inicia a los primeros años 30 del pasado siglo XX, cuando dos radioaficionados llamados Rafael Muñoz y Pepe Posadillo, fabrican de forma artesanal una emisora. Para financiar la emisora crearon una revista que era el órgano oficial del Radio Club de Córdoba. Al poco tiempo se unió al proyecto el empresario Federico Algarra Ramírez que tenía la representación de varias empresas y que consideró que la publicidad en la radio podía ser muy positiva para sus negocios y además se convirtió en el director y dueño de la emisora. Esta primera emisora empezó a funcionar con el indicativo EAR-213.
Durante la República se produjo un impulso notable de la radiodifusión en España, derivada de la aprobación de un Decreto el 8 de diciembre de 1932 (Gaceta de Madrid de 13 de diciembre de 1932) por el que se facultaba a la Dirección General de Telecomunicación para la concesión de estaciones locales de 200 vatios de potencia y se autorizaba la emisión de publicidad con un límite de diez minutos por cada hora de emisión, reservándose el Estado el 20% de los ingresos que se obtuvieran por este concepto. En 1934, tras múltiples debates, el presidente de la República, sanciona los ocho artículos de la Ley de Radiodifusión, y consagra a la radio como servicio público. No resulta verídico que en esta etapa recitase poesías en la emisora el popular locutor  Matías Prats Cañete cuando era niño, porque cuando se inauguró la emisora el citado personaje ya tenía 20 años de edad.
La inauguración oficial de la nueva emisora de radio Córdoba cuya matrícula era EAJ-24 se celebró el 14 de enero de 1933 en el salón del Conservatorio Oficial de Música. Asistieron las autoridades, representación del gobernador civil, alcalde, presidente de la Diputación, y el jefe de Telégrafos. La emisora transmite con una frecuencia de 1450 kHz y una longitud de onda de 407 metros. El programa, primero de los ofrecidos por la emisora, fue de verdadero interés artístico. Este maridaje de un Centro musical y de la Emisora de Córdoba facilitará la divulgación de cuantas manifestaciones líricas pueda haber en nuestra ciudad. 
En la resolución del golpe de Estado de 18 de julio de 1936, en la ciudad de Córdoba, la emisora jugó un papel importante porque inmediatamente fue incautada por los golpistas e improvisaron un locutor militar que comenzó sus emisiones en aquella tarde del 18 de julio en estos términos: Atiendan a la modulación de mi voz... Habla el teniente Aragón desde la emisora de Córdoba al servicios de la Patria... ¡Aló, aló! ¡Capitán Tarazona, capitán Tarazona! Se le recuerda el Código de Justicia Militar y la responsabilidad que contrae si no se entrega con las fuerzas de su mando. Durante la guerra civil la emisora queda bajo el mando de los nacionales a las órdenes del coronel Cascajo. Las pocas emisoras clandestinas que defendían la causa republicana en la zona dominada por los nacionales (Córdoba capital y sur de la provincia) fueron destruidas de forma violenta. Igualmente, se destruían antenas para eliminar la posible recepción de señales lejanas y conseguir así el monopolio radiofónico que incluía las famosas charlas del general Queipo de Llano desde la incautada Radio Sevilla. 
El 6 de marzo de 1939, Franco dicta una orden por la que se somete a censura previa de Falange Española la programación de todas las emisoras privadas de radio, y las obliga a conectarse diariamente con Radio Nacional de España, para emitir los diarios hablados conocidos como el Parte. Esta medida estuvo en vigor hasta el 6 de octubre de 1977 que fue derogada por el presidente Adolfo Suárez.
Al acabar la Guerra Civil, se puso en marcha el cuadro de actores compuesto por aficionados artísticos, dirigido  José Pringo García. A este cuadro pertenecieron los mejores y más notables aficionados, tanto del verso como del canto, pues lo mismo interpretaban una comedia que cantaban una zarzuela.
En 1947, se produjo la explosión de un polvorín de la Armada en Cádiz de 1947 que causó enormes daños y víctimas mortales y por causas colaterales afectó emocionalmente a la ciudad de Córdoba, porque en el Puerto de Santa María existía un campamento de verano del Frente de Juventudes y se encontraba en el mismo un grupo numeroso de niños cordobeses. Como la censura fue muy grande para informar de la tragedia se generó una gran angustia a los padres de los niños al no tener ni poder conseguir noticias sobre el estado de sus hijos. Radio Córdoba estableció la que quizás fuera la primera cadena de emisoras para poder dar noticias del estado de los pequeños y, a la vez, de la situación que se vivía en la zona como consecuencia de la explosión. El equipo integrado por Justo Merino, Paco Ramírez, Gonzalo García Morillas y Rafael López Cansinos, establecieron una cadena a través de las ondas y con aparatos de radio con una antena especial en la que intervenían Radio Cádiz, Radio Jerez, Radio Sevilla y así las noticias eran recogidas en Radio Córdoba y transmitidas a sus oyentes a la vez que desde Córdoba, y por el mismo procedimiento, llegar hasta Cádiz y El Puerto. Radio Cádiz daba la noticia que recogía Jerez y volvía a repetirla para que Sevilla hiciera lo mismo, llegando así a Radio Córdoba que la emitía y recibía las llamadas de los padres de los pequeños en el campamento. Fueron 72 horas ininterrumpidas de emisión en una auténtica labor humanitaria. Para  Rafael López Cansinos, una de las voces más emblemáticas de Radio Córdoba, periodista y locutor durante más de 45 años en Radio Córdoba, estos fueron sus comienzos en la radio precisamente para ayudar en aquella emisión que duró 72 horas.
El 28 de agosto de 1947, se produjo en la plaza de toros de Linares la cogida mortal del diestro Manolete. La muerte de Manolete fue un acontecimiento especialmente importante y no sólo para los cordobeses en el que Radio Córdoba, junto a Radio Linares (también propiedad de Federico Algarra) jugaron un papel decisivo: la noche del 28 al 29 de agosto de 1947 los micrófonos de Radio Córdoba y Radio Linares se mantuvieron abiertos para informar sobre el estado de salud del diestro cordobés tras su mortal cogida en la plaza de toros de Linares. Manuel Cabello Arévalo, delegado de Radio Linares, fue el que informó sobre la cogida y muerte del torero. En Córdoba, Miguel Ángel García Caballero fue el encargado de retransmitir el multitudinario entierro, micrófono en mano, aquel 30 de agosto de 1947.
La programación de la emisora a lo largo de la Dictadura, estaba sometida a una férrea censura, así los programas se basaban en crónicas taurinas, crónicas deportivas, discos dedicados y radio teatro, todo ello apoyado por un numeroso Club de Oyentes. Una de las principales fuentes de ingresos de la emisora la constituían los generados por los Discos Dedicados, espacio musical en la que el oyente, previo pago de una cuota, dedicaba una canción a sus seres queridos. Este programa de gran éxito entre los cordobeses, sobre todo en fechas señaladas como el día de la madre o del padre, el día de San Rafael, etc., estuvo en antena más de treinta años. Durante un tiempo el programa siempre se abría con unas jotas aragonesas que pagaba Ricardo Solanas.
En los años 50 la emisora se asocia a la REM (Red de Emisoras del Movimiento) y se retransmitían partidos de fútbol y corridas de toros en las que se oía al popular locutor cordobés Matías Prats Cañete.
Hasta 1962 Radio Córdoba era la única emisora de la ciudad y los cordobeses sólo podían captar, aparte de ésta, las señales de Radio Andorra, Radio Sevilla y La Pirenaica. La radio formaba parte de la vida social de los cordobeses. El Club de Amigos de Radio Córdoba fue posterior a los Discos Dedicados, lo formaban socios que, con sus cuotas, ayudaban económicamente al funcionamiento de la emisora. A cambio, se les dedicaban canciones una vez a la semana, los discos dedicados tenían una cuota “especial de socio”, asistían a los programas de cara al público, participaban en los sorteos que se realizaban en la emisora, etc.
En 1962 Radio Córdoba es galardonado con un Premio Ondas por  el programa  “El mundo del Trabajo” como mejor programa cultural y el Premio Nacional de Radio y Televisión en la categoría de mejor confección de guion original. El programa, que trataba contenidos orientados a promocionar la Universidad Laboral, lo realizaban Rafael López Cansinos, Enrique Pozón Lobato y el padre Leonardo Pérez, profesores estos últimos de la Universidad Laboral de Córdoba.
Radio Córdoba ha pertenecido a lo largo de su historia a varias cadenas en calidad de emisora asociada. Por los años cincuenta, rdtuvo asociada a la REM y posteriormente en la  Cadena Rato, desde donde se emitía la emisión de toros dirigida por el crítico Don Gonzalo. Años más tarde se asoció con Radio Intercontinental de Madrid, retransmitiéndose diversos programas de concursos. En una etapa posterior también se transmitían algunos programas con Radio Madrid, como Cabalgata Fin de Semana con Bobby Deglané o Ustedes son formidables, y Carrusel Deportivo. En una de esas emisiones en cadena Radio Córdoba y Rafael López Cansinos tuvieron una pequeña intervención en Cabalgata Fin de Semana.
Al fallecer en 1963 su fundador y director Federico Algarra Ramírez, se hace cargo de la emisora su hijo Federico Algarra Añón y rompe sus relaciones con radio Intercontinental. En la década de los 90, los propietarios de la misma vendieron la emisora al Grupo Prisa. 
La emisora inició sus actividades en un piso de la calle Alfonso XIII, 12. Durante años emitió desde este lugar hasta que poco después pasó a tener sus estudios en la parte baja del edificio del antiguo Gobierno Civil, entonces Colegio Mayor Universitario del S.E.U.  En el jardín del edificio se montó una antena de más de 80 metros de altura que parecía una casi réplica de la torre Eiffel. Estas instalaciones también albergaban el taller, gran salón, locutorios, discoteca y otras dependencias. Este edificio, que era propiedad de la Administración, tras la muerte de Franco, pasó al Ministerio de Educación destinándolo a centro de enseñanzas secundarias. De esta forma, Radio Córdoba se vio obligada a trasladarse al actual emplazamiento en calle  García Lovera, 3 donde se encuentran los estudios de sus programas en O.M. y F.M.'s. Se comenzó a emitir desde la nueva sede el 17 de marzo de 1987.